# Zlatibor (Gebirge)
Zlatibor (serbisch-kyrillisch Златибор) ist ein, zu den Dinariden gehörendes, Mittelgebirge im Westen Serbiens. Es gab dem dortigen Verwaltungsbezirk (Okrug Zlatibor) mit Sitz in Užice seinen Namen und ist etwa 240 km von Belgrad entfernt. Das Gebirge wird von den Flüssen Đetinja im Norden und Uvac im Süden begrenzt. Die höchste Erhebung ist der Tornik mit einer Höhe von 1496 m.
Das Gebirge ist eine der am längsten vom Tourismus genutzten Regionen Serbiens. Es gibt hier einige Heilbäder und zahlreiche Einrichtungen für den Wintersport. So besuchten 2015 etwa 300.000 Touristen das Gebirge, davon 36.000 ausländische Besucher.

## Verkehr
Das Gebirge wird durch die Europastraße 763 erschlossen, im Norden berührt die Europastraße 761 das Gebiet. Die Bahnstrecke Belgrad–Bar unterquert das Zlatibor in einem gut sechs Kilometer langen Tunnel. Über den die Grenze zum Tara-Gebirge darstellenden Šargan-Pass verkehrt die zu touristischen Zwecken reaktivierte Schmalspurbahn Šarganska osmica.